# Františka Söhnler-Šourková
Františka Söhnler-Šourková (bulharsky Франциска Сенлер-Шоурекова; 27. srpna 1844, Vodňany – 1919, Sofie) byla česká učitelka, publicistka a překladatelka působící v Bulharsku. 

## Život
Narodila se v jihočeských Vodňanech a pedagogické vzdělání získala v Praze, kde současně studovala na Pražské konzervatoři. 
Na jaře 1881 odjela do bulharského Plovdivu a na návrh Ivana Salabaševa byla jmenována první ředitelkou tamní střední dívčí školy a zároveň vedla dívčí internát na střední škole. Na škole vyučovala anatomii, chemii, ekonomii, francouzštinu, vyšívání a kreslení. 
V roce 1883 se provdala za českého matematika Antonína Václava Šourka, profesora Sofijské univerzity narozeného v Písku.
Po narození potomka v roce 1885 ukončila pedagogickou činnost a věnovala se žurnalistice a překladatelství. 
Františka Söhnler-Šourková zemřela v roce 1919 v Bulharsku. 